# Sanremo '60
Sanremo '60 è un EP del cantante Teddy Reno pubblicato nel 1960 dalla RCA Italiana.

## Tracce
Lato A
1. È vero (Nisa, Bindi)
2. Noi (Pallesi, Magoni)

Lato B
1. “A” come amore (Brighetti, Martino)
2. Libero (Modugno, Migliacci)